# Peníkov
Peníkov (též Penikov, německy Pönigen nebo Weissenhof) je základní sídelní jednotka, součást obce Český Rudolec v okrese Jindřichův Hradec v Jihočeském kraji. Nachází se asi 29 km jihovýchodně od centra Jindřichova Hradce. V roce 2021 zde žilo 12 obyvatel v devíti domech.
V Peníkově je registrováno šest čísel popisných – 12, 13, 19, 21, 23 a 24. Součástí osady je též Doubkův mlýn (čp. 24), u kterého se nachází vodní pila a Mlýnský rybník. Rovněž se zde nachází kozí farma a sluneční hodiny. Protéká tudy Peníkovský potok, který se vlévá do Bolíkovského potoka, ten se vlévá do Moravské Dyje.